# Раскупорис II (астей)
Раскупорис II е одриски цар, управлявал около 18 – 13 година пр. Хр.
Той е син и наследник на Котис VII и първоначално управлява под настойничеството на своя чичо Реметалк, който го наследява след смъртта му. Той е съюзник на римляните и участва във военните действия срещу разбунтувалите се беси на Вологез, като загива в бой срещу тях.